# Halotrichiet
Het mineraal halotrichiet is een gehydrateerd ijzer-aluminium-sulfaat met de chemische formule Fe2+Al2(SO4)4·22(H2O).

## Eigenschappen
Het kleurloze, witte, gele of groene halotrichiet heeft een witte streepkleur, een zijdeglans en een onduidelijke splijting volgens het kristalvlak [010]. De gemiddelde dichtheid is 1,84 en de hardheid is 1,5 tot 2. Het kristalstelsel is monoklien en het mineraal is niet radioactief.

## Naamgeving
De naam van het mineraal halotrichiet is afgeleid van de eerdere Latijnse naam halotrichum, dat op zijn beurt teruggaat op de oudere Duitse naam Haarsalz. Halotrichum is een samenstelling van Oudgrieks hals (ἅλς), 'zout' en thrix, trichos (θρίξ τριχός), 'haar'.

## Voorkomen
Halotrichiet wordt voornamelijk gevormd in evaporieten. Vindplaatsen zijn onder andere de Willi Agatz mijn nabij Dresden, Duitsland, Copiapo, regio Atacama, Chili en de Markey mijn in Red Canyon, San Juan County, Utah, Verenigde Staten.